# عامر (سوهاج)
قرية عامر هي إحدى القرى التابعة لمركز المراغة بمحافظة سوهاج في جمهورية مصر العربية. حسب إحصاءات سنة 2006، بلغ إجمالي السكان في عامر 5225 نسمة، منهم 2708 رجل و2517 امرأة.